# Ермилова, Дарья Юрьевна
Дарья Юрьевна Ермилова — российский искусствовед, кандидат философских наук, профессор кафедры «Художественное проектирование предметно-пространственной среды» Российского государственного университета туризма и сервиса, автор нескольких учебных пособий.

## Биография
Дарья Юрьевна Ермилова родилась в Москве. Окончила Московский государственный университет им. М. В. Ломоносова (отделение истории искусства исторического факультета). В настоящее время работает на кафедре художественного проектирования предметно-пространственной среды Российского государственного университета туризма и сервиса (бывш. МТИ, МГУС) и в Лаборатории моды Славы Зайцева, которую основал Вячеслав Зайцев, в других государственных и негосударственных учебных заведениях. Преподает историю костюма, историю домов моды, теорию моды, историю интерьера.

## Учебные пособия
- В. В. Ермилова, Д. Ю. Ермилова. Моделирование и художественное оформление одежды. — Академия, 2010. — 224 с. — (Среднее профессиональное образование). — 2500 экз. — ISBN 978-5-7695-6688-2.
- В. В. Ермилова, Д. Ю. Ермилова. Моделирование и художественное оформление одежды. — Академия, 2006. — 184 с. — (Среднее профессиональное образование). — 2000 экз. — ISBN 5-7695-3454-0.
- Д. Ю. Ермилова. История домов моды. — Академия, 2004. — 288 с. — (Высшее образование). — 30 000 экз. — ISBN 5-7695-1064-1.
- Д. Ю. Ермилова. Композиция костюма. — Академия, 2004. — 432 с. — (Высшее профессиональное образование). — 10 000 экз. — ISBN 5-7695-1235-0.
- В. В. Ермилова, Д. Ю. Ермилова. Среднее профессиональное образование. — Мастерство, Академия, Высшая школа, 2004. — 432 с. — (Высшее профессиональное образование). — 50 000 экз. — ISBN 5-294-00016-4, 5-7695-0637-7, 5-06-003918-8.
- Ермилова Д. Ю. История домов моды: учеб. пособие для вузов. / Ермилова, Д. Ю. — 3-е изд., перераб. и доп. — Москва: Юрайт, 2018—2019. — 443 с. — ISBN 978-5-534-06216-8.

## Публикации в Интернете
- Как найти свои цвета Архивная копия от 10 февраля 2013 на Wayback Machine. Элитариум — Центр дистанционного образования.
- Мы только учимся искусству жить. Части 1-2. (Интервью) Архивная копия от 25 ноября 2011 на Wayback Machine
- Коко Шанель. Статья: http://www.fashionbank.ru/articles/article60.htmp (недоступная+ссылка)
- Джанфранко Ферре. Статья: http://www.fashionbank.ru/articles/article73.html Архивная копия от 27 января 2013 на Wayback Machine
- Джанни Версаче. Статья: http://www.fashionbank.ru/articles/article74.html Архивная копия от 27 января 2013 на Wayback Machine
- Джон Гальяно. Статья: http://www.fashionbank.ru/articles/article75.html Архивная копия от 31 августа 2009 на Wayback Machine
- Вивьен Вествуд. Статья: http://www.fashionbank.ru/articles/article77.html Архивная копия от 11 мая 2011 на Wayback Machine
- Пьер Карден. Статья: http://www.fashionbank.ru/articles/article119.html Архивная копия от 8 ноября 2012 на Wayback Machine
- Творчество Ханае Мори. Статья: http://www.fashionbank.ru/articles/article120.html Архивная копия от 11 июля 2013 на Wayback Machine
- Японское направление в моде. Статья: http://www.fashionbank.ru/articles/article121.html Архивная копия от 30 июня 2013 на Wayback Machine
- Иссей Мияке. Статья: http://www.fashionbank.ru/articles/article122.html Архивная копия от 20 июня 2012 на Wayback Machine
- Кензо. Статья: http://www.fashionbank.ru/articles/article123.html Архивная копия от 23 ноября 2012 на Wayback Machine
- Эдельвейс против свастики. Антимода Третьего рейха.(Пост). http://www.lookatme.ru/flows/moda/posts/91521-edelveys-protiv-svastiki-antimoda-tretego-reyha Архивная копия от 11 июня 2010 на Wayback Machine
- Стиляги Третьего рейха. (Пост). http://www.lookatme.ru/flows/moda/posts/92855-stilyagi-tretego-reyha Архивная копия от 19 июня 2010 на Wayback Machine
- 13-й. (13-й выпуск «Лаборатории моды Вячеслава Зайцева»). (Пост). http://www.lookatme.ru/flows/russian-fashion/posts/100749-13-y Архивная копия от 29 июля 2010 на Wayback Machine
- Будущее Шапо 2010. (Пост).http://www.lookatme.ru/flows/russian-fashion/posts/104785-buduschee-shapo-2010